# Puente Don Luis I
El puente Luis I (en portugués: Ponte Luíz I) es un puente sobre el río Duero que une Oporto con Vila Nova de Gaia en Portugal. Fue inaugurado en 1886 y es uno de los lugares emblemáticos de la ciudad.

## Historia
Durante la segunda mitad del siglo XIX, el comercio progresaba en la ciudad de Oporto. Las fábricas se esparcían por todo el barrio oriental, llamado brasileño. El tráfico hacia Vila Nova de Gaia y Lisboa crecía continuamente y el puente colgante no era suficiente para satisfacerlo.
Por propuesta de ley del 11 de febrero de 1879, el gobierno determinó la apertura de concurso para la «construcción de un puente metálico sobre el río Duero, en el lugar que se considere más conveniente ante la ciudad de Oporto, para sustituir el actual puente colgante», después de que el gobierno no aceptara un proyecto de la firma Gustave Eiffel, que sólo contemplaba una plataforma al nivel de la ribera, con un sector levadizo en la parte central. Se trataba de un proyecto que mereció un Gran Premio en la Exposición Universal de París de 1878, pero que no servía para una eficaz conexión entre los núcleos urbanos de Oporto y Gaia. Por eso aquel concurso impuso como condición necesaria la concepción de un puente con dos plataformas. Se presentaron numerosos proyectos y ganó la empresa belga Société de Willebroeck con un proyecto del ingeniero Théophile Seyrig, que ya había sido el autor de la concepción y jefe del equipo de proyecto del Puente de Dona Maria Pia.
El puente de Luis I es, junto con la Torre de los Clérigos, el símbolo por excelencia de Oporto.

## Descripción
Cuando en 2001 Oporto recibió la capitalidad cultural de Europa, junto con Róterdam, el eslogan utilizado para promocionar dicho evento fue Pontes para o futuro (‘Puentes para el futuro’). Y es que la considerada segunda capital de Portugal cuenta con un considerable número de puentes que enlazan la ciudad a un lado y a otro del río Duero.
El más conocido y célebre de todos es el puente de Don Luis I (Ponte Dom Luís I, en portugués). Su construcción se basa en el proyecto del ingeniero alemán Théophile Seyrig, que fue socio del famoso Gustave Eiffel, con quien fundó la empresa Gustave Eiffel et Cie. En su etapa como socio del famoso constructor francés, Seyrig diseñó en la ciudad de Oporto el Puente María Pía, una obra maestra que deslumbró por su sencillez y precio a todos los que presenciaron el concurso para su adjudicación.
Posee dos pisos. El superior cuenta con unos 390 metros de longitud y el inferior con aproximadamente 174 metros. Mientras que por el superior pasa la línea D del Metro de Oporto, la vía de abajo está dedicada a otros vehículos como coches, autobuses o camiones. Hay pasarelas para que puedan pasar las personas en ambos pisos. 
La gran característica del puente es el gran arco de hierro que posee.
Por su fama y belleza, el puente congrega gran cantidad de turistas. Las vistas del piso superior ofrecen al visitante una panorámica del río Duero a su paso por la ciudad, así como los barrios que han nacido a ambos lados del río.

## Arquitectura
El puente se encuentra en una zona urbana aislada sobre el Río Duero entre las orillas graníticas, donde la Catedral de Oporto y el escarpe del Serra do Pilar conforman un valle encajonado. Se ubica a 1 kilómetro (0,6 mi) del puente de D. Maria Pia y, más adelante, del Puente de Arrábida. En el lado de Oporto, la cubierta inferior conecta el Cais da Ribeira y la parte superior a la Avenida Vímara Peres, mientras que la orilla de Vila Nova de Gaia enlaza con la Avenida Diogo Leite y la Avenida da República, respectivamente. El acceso desde el lado de Oporto se halla junto a los Pilares del Ponte Pênsil, el Funicular de Guindais, la Iglesia y Refugio de Ferro, las Murallas Fernandinas y el Monasterio de Serra do Pilar.
El puente de hierro tiene dos cubiertas, de diferentes alturas y anchuras, entre las cuales se extiende un gran arco central de 172,5 metros (565,9 pies) de diámetro que sostiene estas cubiertas superior e inferior. Ambas cubiertas están ancladas a las orillas del río mediante pilares de mampostería. Los de la cubierta superior son rectangulares con un acabado de cornisa recortada, compuesto por dos registros escalonados separados por cornisa y tirantes entrelazados. La cubierta inferior se asienta sobre grandes cimientos que sostienen cornisas molduradas y cuñas unidas por un arco abatido, enmarcado por vigas entrelazadas. En la base de los arcos, mirando hacia las orillas, hay grandes placas de mármol con inscripciones "PONTE LUIZ I", y en la cara de montante se hallan piedras que representan el escudo real, con un escudo enmarcado por guirnaldas. En la base de la cubierta inferior, hay pilares de hierro en forma de pirámide truncada, erigidos en tres secciones, que se conectan con la cubierta superior.
El puente cuenta con un pavimento asfaltado para tráfico rodado, separado por barandas de hierro fundido, que delimitan las aceras peatonales que se desarrollan lateralmente. El arco central emerge desde los bolardos en los cimientos, disminuyendo su grosor hacia el centro. La cubierta superior, también flanqueada por pasarelas peatonales protegidas por barandas de hierro fundido (similar a la cubierta inferior), también estaba asfaltada hasta que se adaptó para albergar los trenes de tranvía del Metro de Oporto a mediados de la década de 2000. Desde esta cubierta se proyectan lámparas utilizadas para iluminación, enfrentadas y conectadas, formando círculos decorativos en los ángulos. Bajo la baranda hay decoraciones recortadas con elementos fitomorfos.

## Galería de imágenes

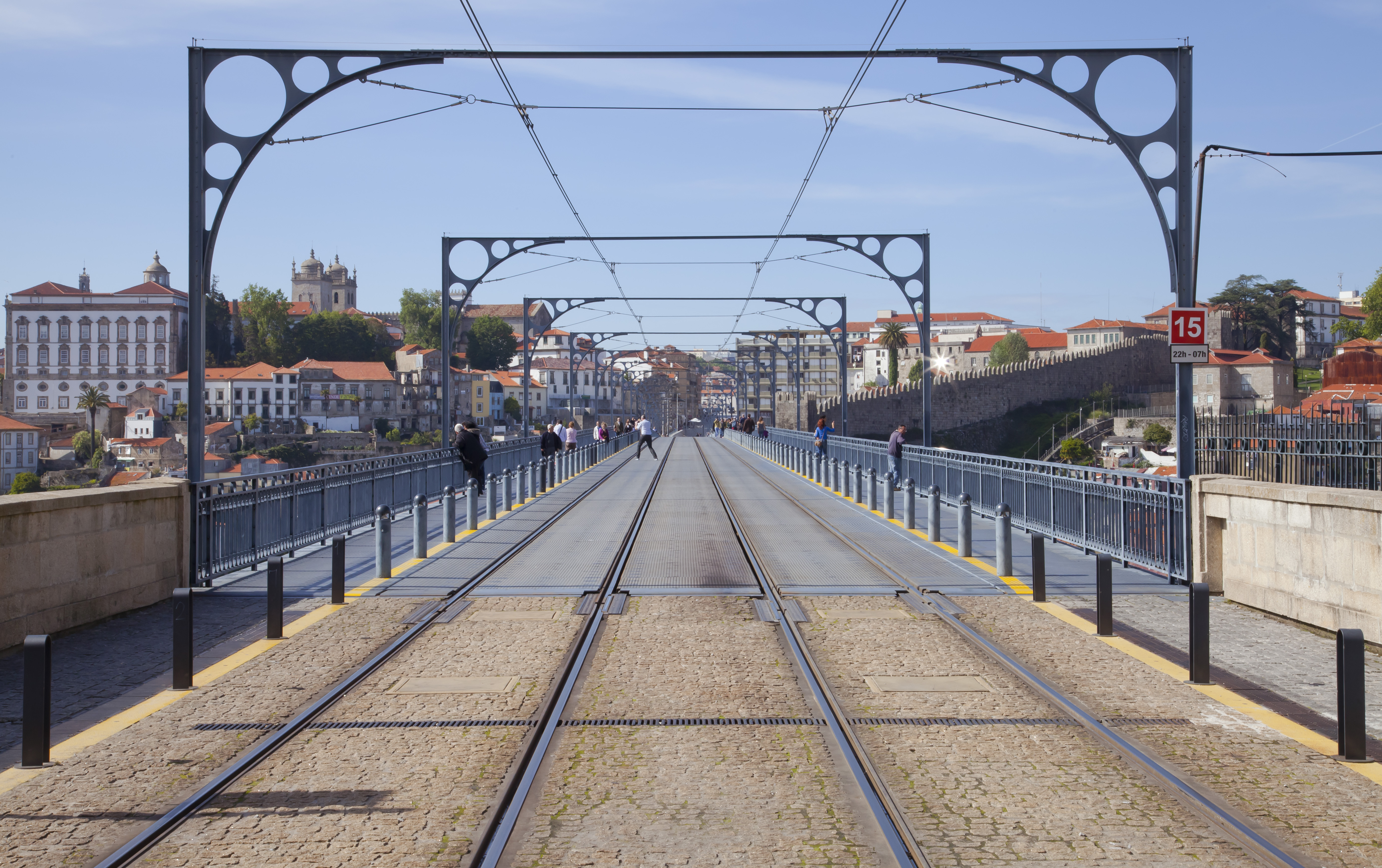
Vista superior.
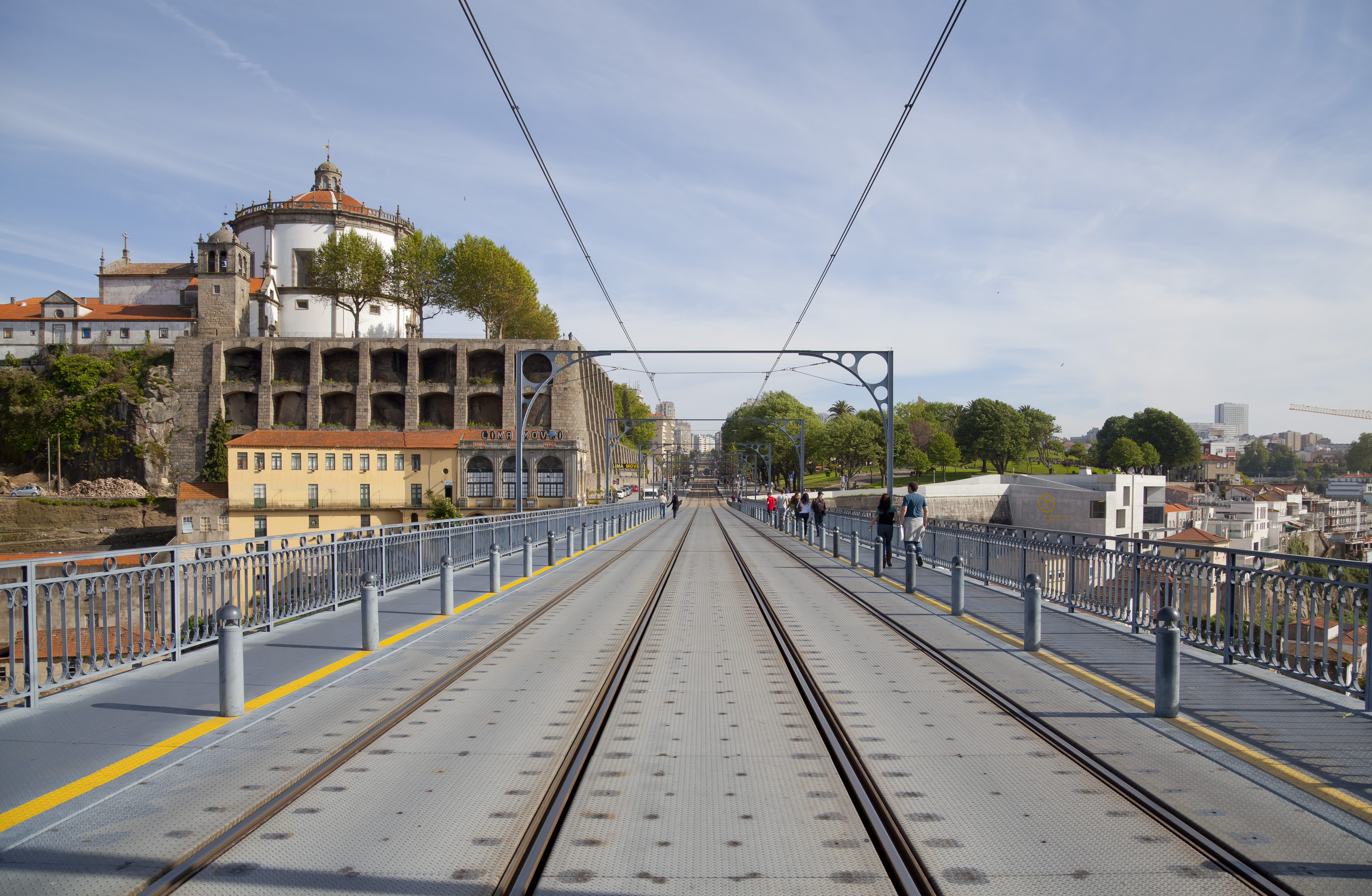
Vista opuesta.
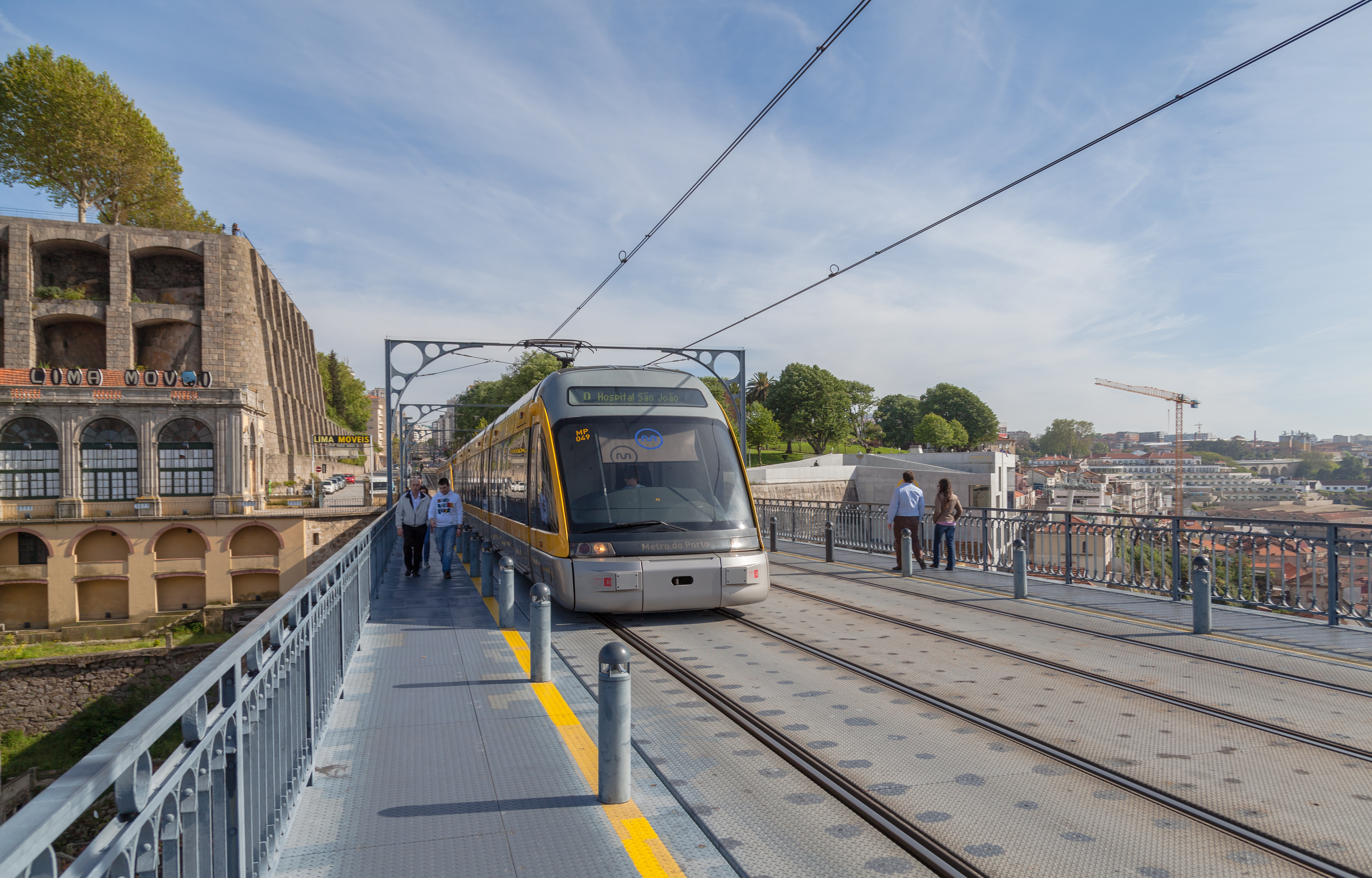
Tranvía cruzando el puente.
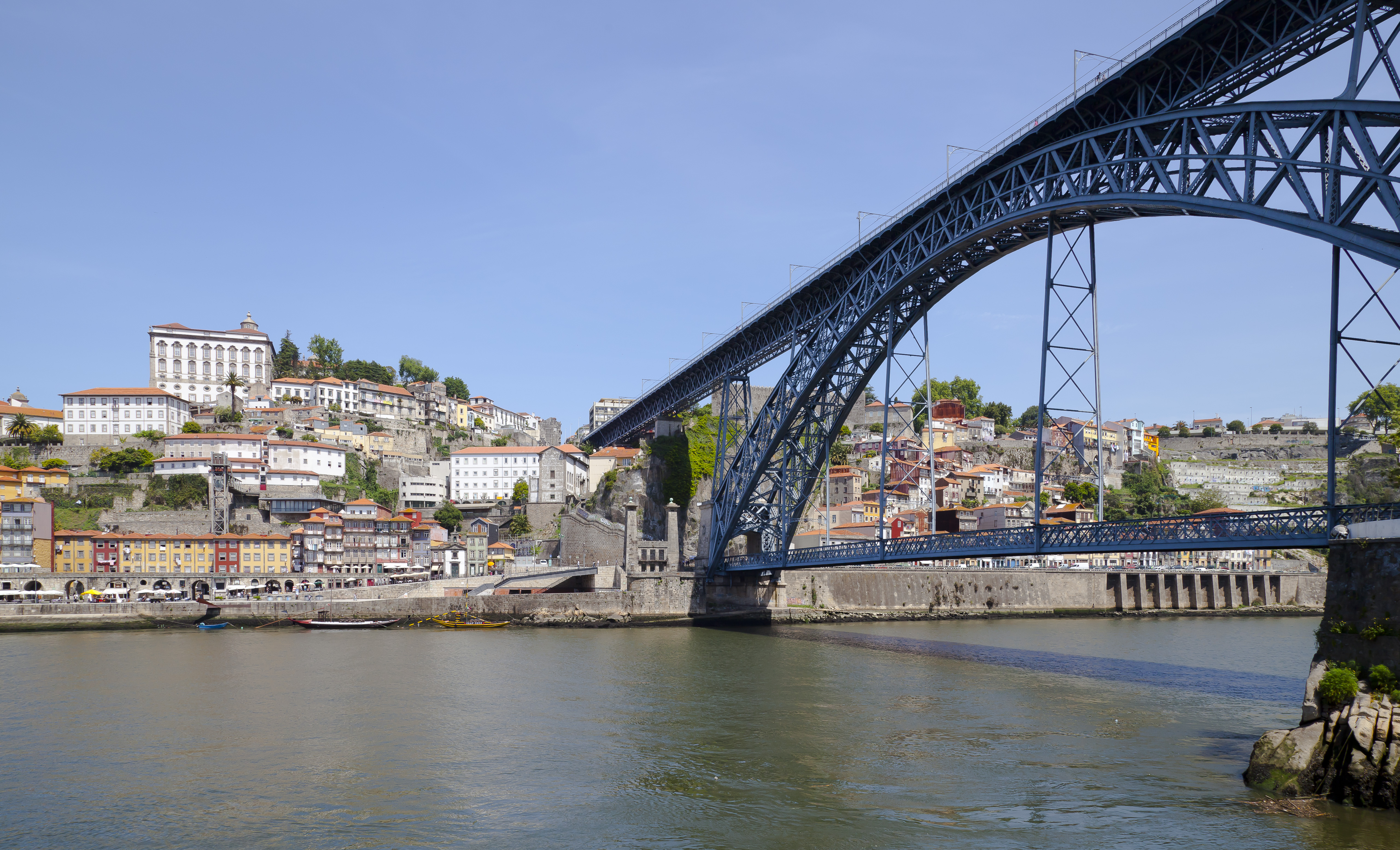
Vista desde la orilla del río.
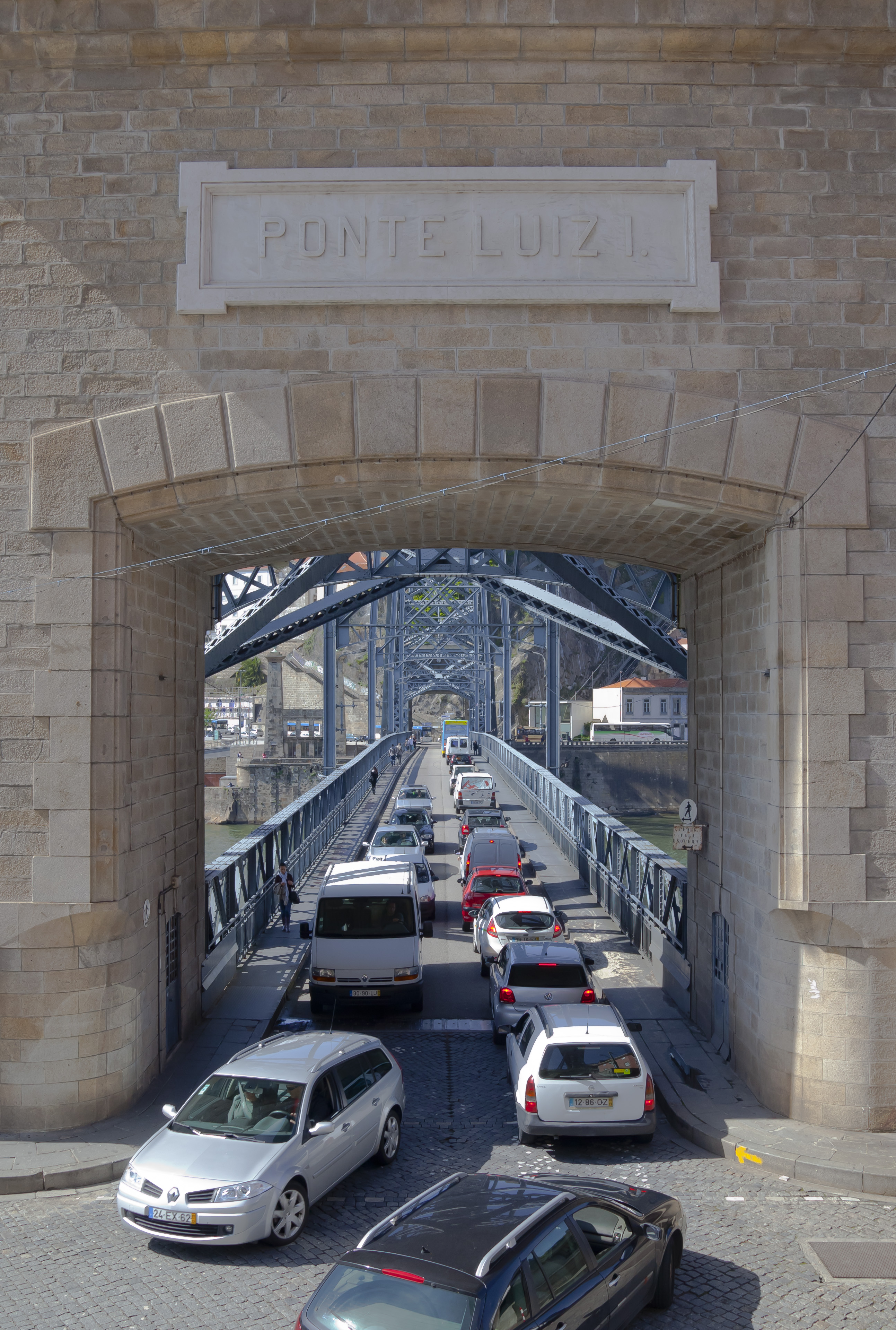
Tráfico en el puente.
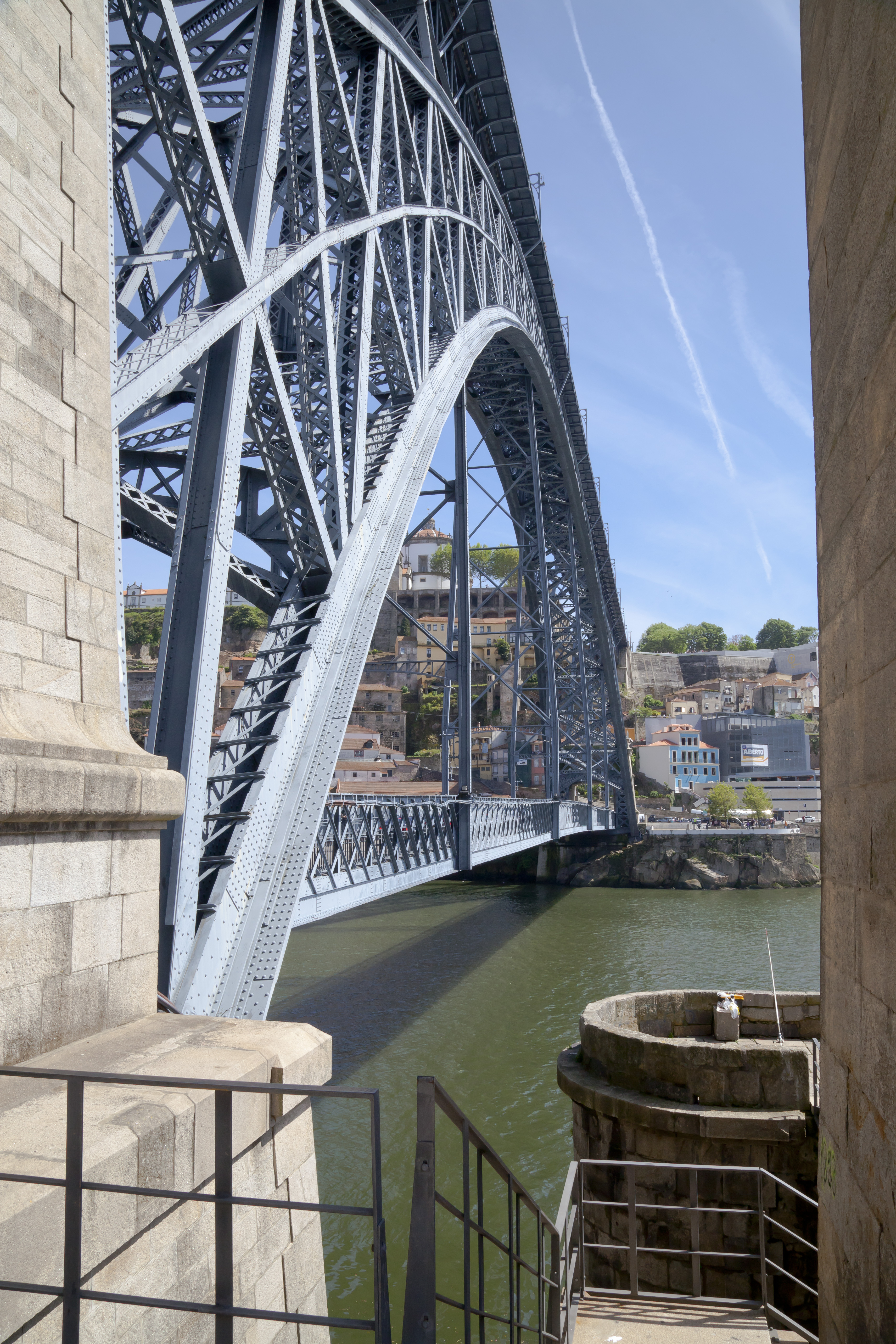
Vista desde la base.
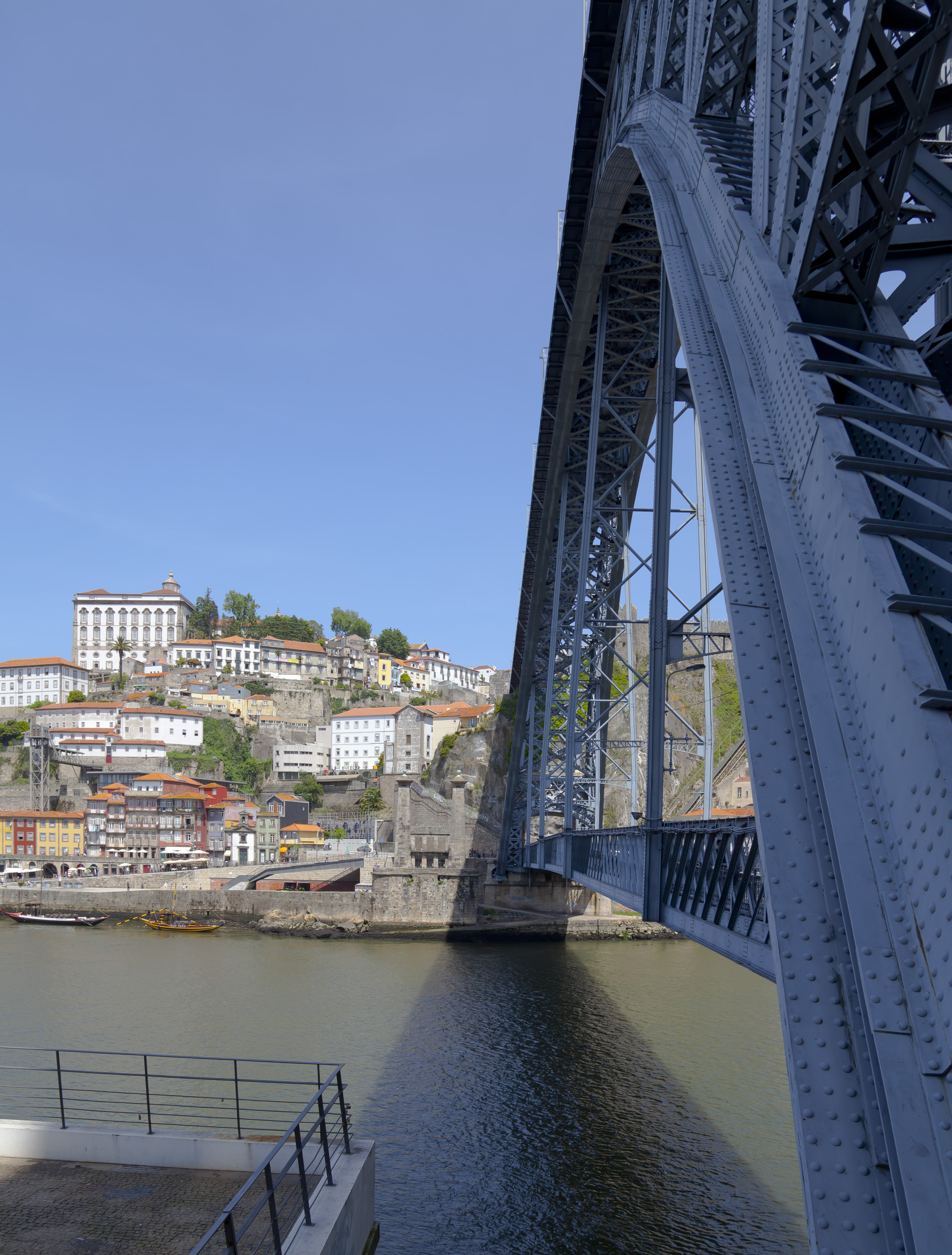
Vista contraria.
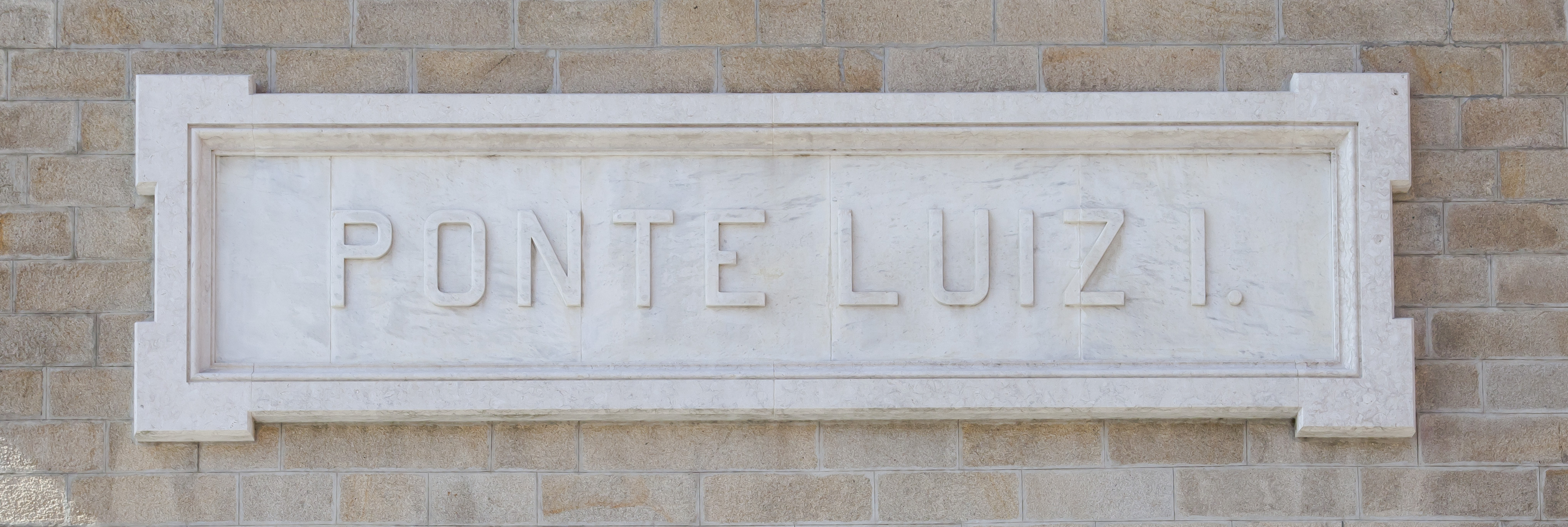
Detalle de la placa del puente.
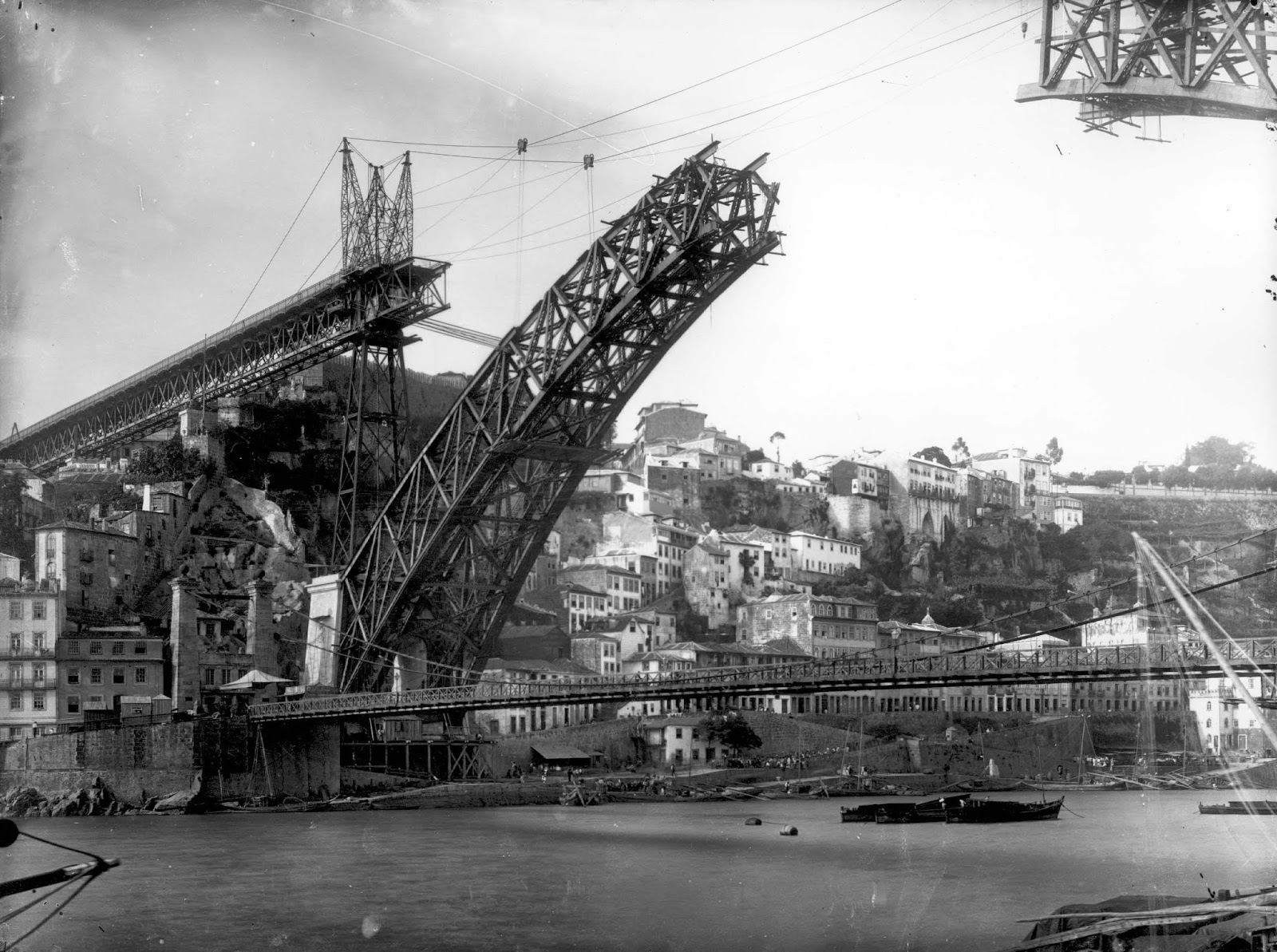
El puente durante su construcción.
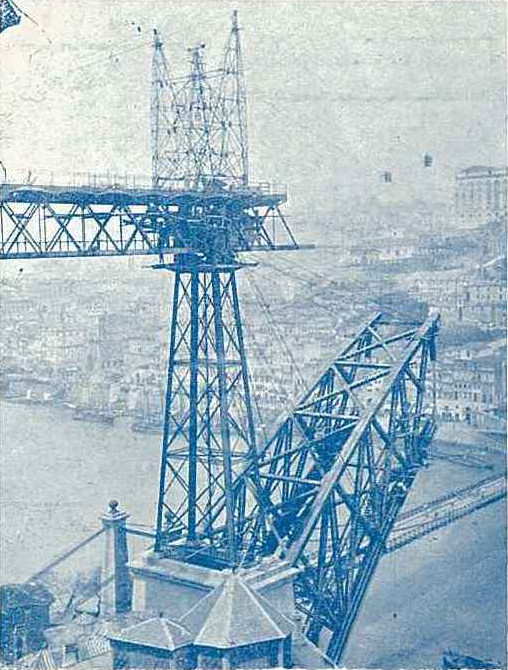
El arco durante su construcción.
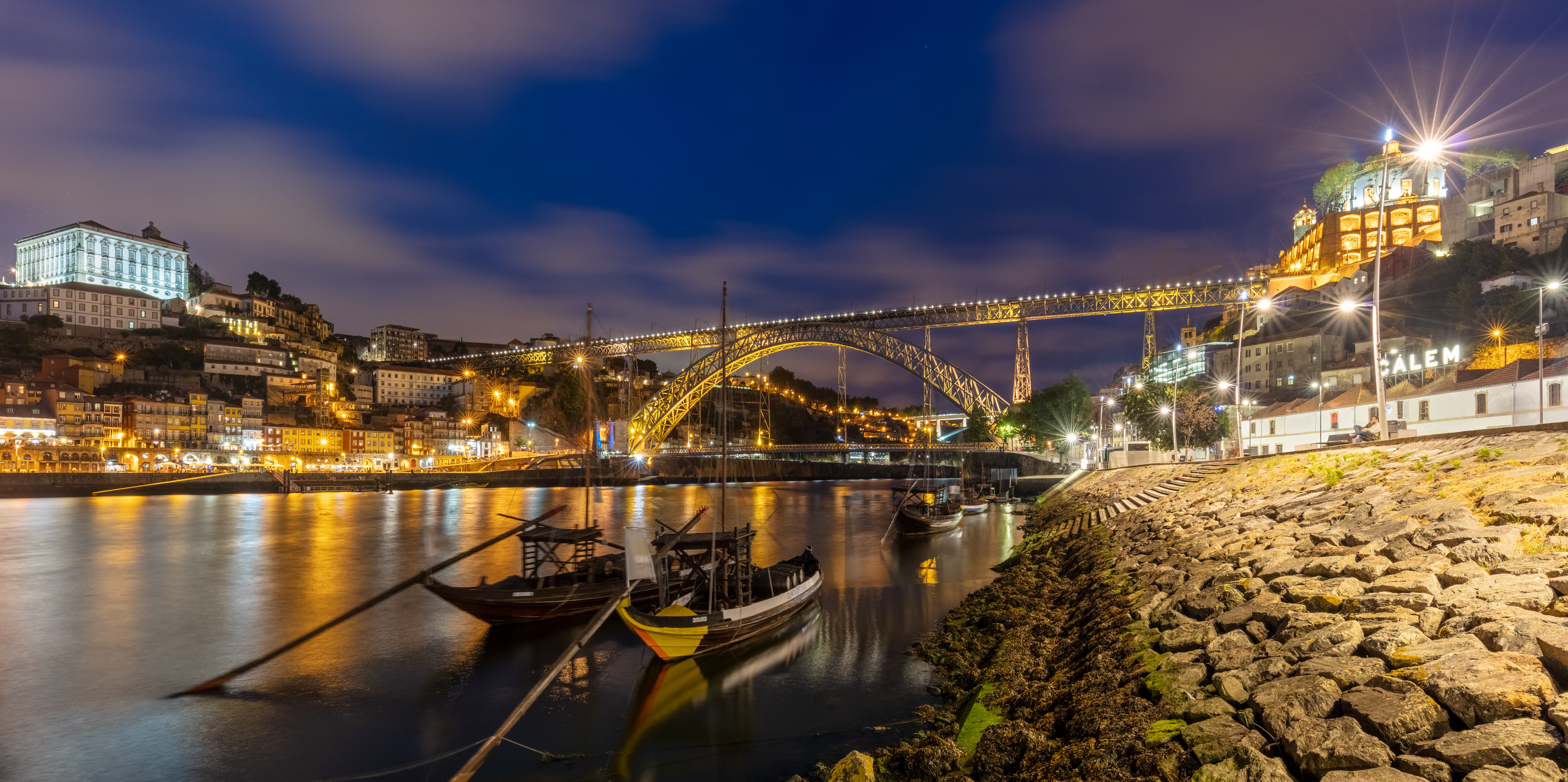
Vista nocturna.

## Récord mundial de luz
| Predecesor: Viaducto de Garabit | Puente en arco más largo del mundo 1886-1897 | Sucesor: Puente Müngsten |

- Datos: Q1322447
- Multimedia: Luiz I bridge / Q1322447